# Sukhodilsk
Sukhodilsk (en ucraïnès: Суходільськ, en rus: Суходольск, Sukhodolsk), és una ciutat del municipi de Sorokine de l'óblast de Luhansk a Ucraïna, situada actualment a zona autoproclamada República Popular de Luhansk de la Rússia. El 2021 tenia 20.474 habitants.
Des del 2014, Sukhodilsk està sota el control efectiu de l'autoproclamada República Popular de Luhansk.

## Demografia
Llengua nativa segons el cens d'Ucraïna de 2001:
- Rus 92,4%
- Ucraïna 7,3%
- Belarús 0,1%